# Я — черноморец!
«Я — черноморец!» — советский художественный фильм, снятый в 1944 году режиссёрами Владимиром Брауном и Александром Мачеретом.

## История создания
Владимир Браун начал специализироваться на морской тематике ещё до войны. Фильм «Сокровище погибшего корабля» 1935 года стал первым советским фильмом, где использовались подводные съёмки. Фильм «Моряки» (1939) снимался на Одесской киностудии. Это был первый фильм, в котором с большим размахом воспроизводились боевые действия на море. В дальнейшем работал в эвакуации, выпустил фильмы «Морской ястреб», 1941, «Пропавший без вести», «Три гвардейца», «Родные берега» 1943, работал над фронтовыми киносборниками.
Фильм «Я — черноморец!» снимался на Ташкентской и Тбилисской киностудиях. В Новороссийске снимались сцены уличных боев – съемки проходили в 1943 году, город был уже освобожден от немцев.

## Сюжет
Фильм о героизме советских людей в годы Великой Отечественной войны.
Краснофлотец Степан Полосухин, сын черноморского рыбака Григория Полосухина, служит рулевым сторожевого катера, участвует в тяжёлых боях на Чёрном море, защищает Севастополь от фашистских захватчиков. Благодаря возрастному гриму Борис Андреев играет двух персонажей - сына и отца.

## В ролях
- Борис Андреев — краснофлотец Степан Полосухин и его отец Григорий Полосухин
- Андрей Сова — боцман
- Лариса Емельянцева — Вера
- Фёдор Ищенко — командир корабля
- Владимир Вяземский — Фёдор Игнатьевич
- Владимир Грибков — Василий Карпович
- Б. Голосков — Бабушкин, краснофлотец-сигнальщик
- Анатолий Смиранин — немецкий майор
- Ханс Клеринг — немецкий лейтенант
- Георгий Куровский — Кротов